# Onze-Lieve-Vrouw-ten-Hemelopnemingkerk (Noyelles-sur-Mer)
De Onze-Lieve-Vrouw-ten-Hemelopnemingkerk (Frans: Église de l'Assomption de la Vierge) is de parochiekerk van de tot het Franse departement Somme behorende plaats Noyelles-sur-Mer.
In 1217 werd er te Noyelles-sur-Mer een kapittelkerk gesticht, gewijd aan Onze-Lieve-Vrouwe.
De huidige bakstenen kerk heeft nog een enkele gotisch venster, gevat in gevels die van krijtsteen werden vervaardigd, zoals in de 16e-eeuwse noordelijke transeptarm. De zuidelijke transeptarm is verdwenen. Ook zijn er overblijfselen van de 18e eeuw, en in de 20e eeuw werd een deel van de kerk ingrijpend gewijzigd. De vieringtoren is met leien bedekt.

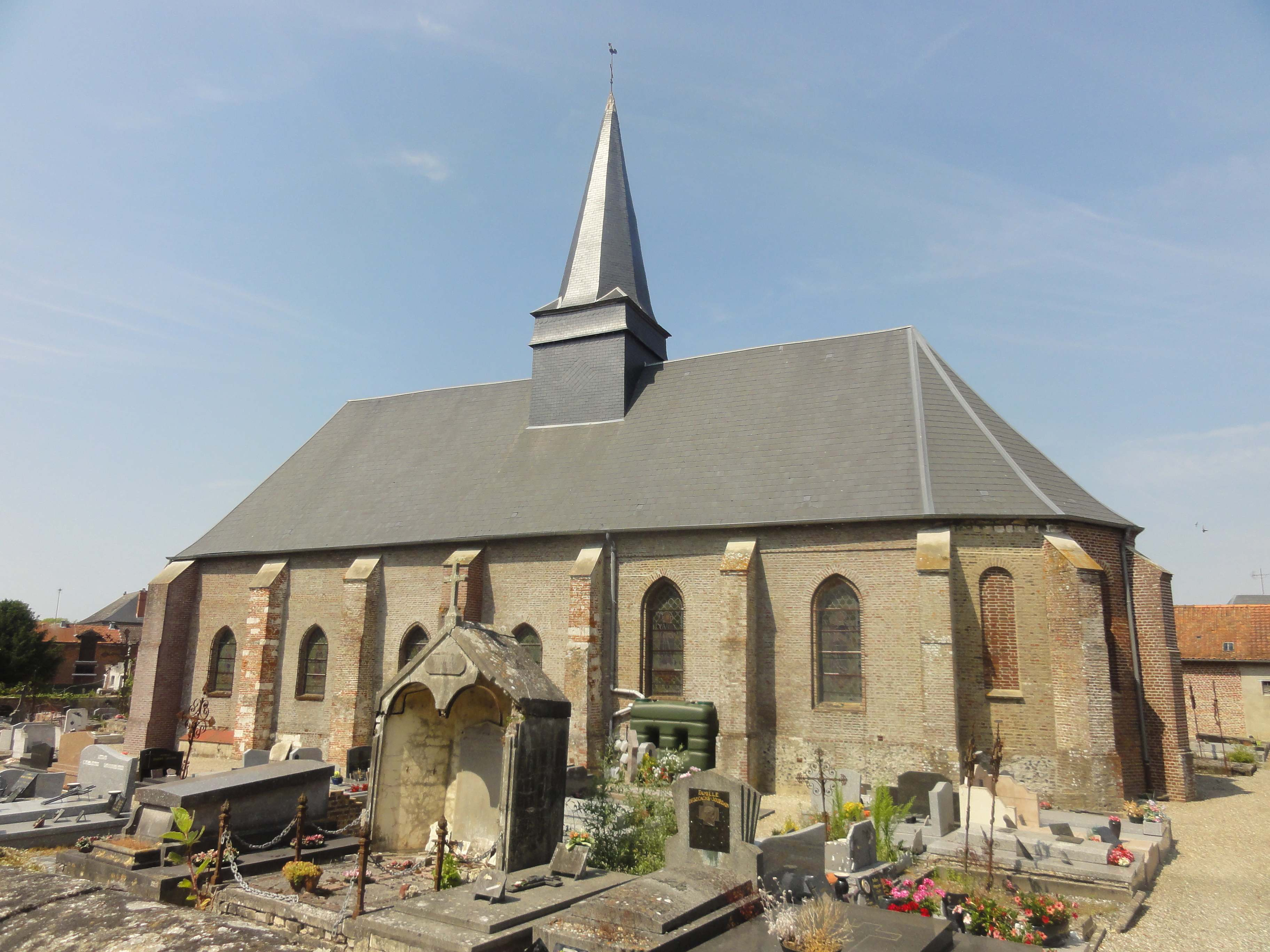
Aanzicht vanuit het zuiden op de kerk